# Exechia dahli
Exechia dahli är en tvåvingeart som beskrevs av Nielsen 1966. Exechia dahli ingår i släktet Exechia och familjen svampmyggor.
Artens utbredningsområde är Madeira. Inga underarter finns listade i Catalogue of Life.